# Phthiria aldrichi
Phthiria aldrichi är en tvåvingeart som beskrevs av Johnson 1903. Phthiria aldrichi ingår i släktet Phthiria och familjen svävflugor. Inga underarter finns listade i Catalogue of Life.